# Макар Олександр Михайлович
Олександр Михайлович Макар (Жвіф; 1877, Одеса — 8 липня 1961, Москва) — радянський діяч, лікар, журналіст, дипломат. Член Центральної Контрольної Комісії КП(б)У в квітні 1923 — травні 1924 р. Член Президії Центральної Контрольної Комісії КП(б)У в квітні 1923 — травні 1924 р.

## Біографія
Народився 1877 року у місті Одесі (нині Україна) в сім'ї вчителя. У 1896 році закінчив гімназію в Одесі. З вересня 1896 по лютий 1899 року навчався на природничому факультеті Новоросійського університету в Одесі. Був заарештований за революційну діяльність, з лютого по липень 1899 року перебував в Одеській в'язниці. Після виходу із в'язниці, з липня по жовтень 1899 року давав приватні уроки в Одесі.
Член РСДРП з липня 1899 року.
У листопаді 1899 — вересні 1901 року — рядовий 135-го піхотного полку російської імператорської армії.
З вересня 1901 відновив навчання на природничому факультеті Новоросійського університету в Одесі, який закінчив у червні 1904 року. З 1901 по 1907 рік вів нелегальну революційну роботу в Одесі, в 1903 і 1904 роках був заарештований поліцією, але за браком доказів звільнений. З вересня 1904 по січень 1907 року навчався на медичному факультеті Новоросійського університету Одеси.
Учасник революційних подій 1905—1907 років у Одесі. У січні 1907 року заарештований, до червня 1907 року перебував в Одеській в'язниці.
У червні 1907 року емігрував до Австро-Угорщини, а потім до Швейцарії, де продовжив навчання на медичному факультеті Базельського університету (закінчив у 1908 році та захистив докторську дисертацію). У 1908—1917 роках працював приватним лікарем у Базелі і Цюриху (Швейцарія) та в Бєлграді (Сербія). У квітні 1917 року повернувся в Росію в пломбованому вагоні.
У квітні — липні 1917 року — лікар Земського союзу в місті Одесі. З червня 1917 року — член Одеського комітету РСДРП(б), редактор одеських більшовицьких газет «Голос пролетария» і «Солдатская мысль». З липня 1917 по березень 1918 року — член ЦВК Рад Румунського фронту, Чорноморського флоту і Одеського військового округу (Румчороду).
Один з керівників Одеського січневого збройного повстання 1918 року, член Одеського військово-революційного комітету, комісар охорони здоров'я та комісар преси (в січні 1918 року) ЦВК Рад Румунського фронту, Чорноморського флоту і Одеського військового округу. У січні — березні 1918 року — народний комісар охорони здоров'я і соціального захисту Одеської радянської республіки. З березня 1918 року займався евакуацією майна із Одеси до Ялти, Керчі та Ростова-на-Дону.
З березня 1918 року — член Московського комітету РКП(б), співробітник редакції газети «Правда». У серпні 1918 — березні 1919 року — член колегії Московського відділу охорони здоров'я.
У березні — червні 1919 року — член колегії Народного комісаріату охорони здоров'я Української СРР.
З червні 1919 по липень 1920 року — військовий комісар санітарного управління 12-ї армії РСЧА, член редакційної колегії газети «Голос трудового крестьянства» 12-ї армії, відповідальний редактор газети «Красная Армия» політичного відділу 12-ї армії.
З липня 1920 по січень 1921 року — член та голова Всеукраїнського комітету з трудової повинності при РНК Української СРР. Одночасно з 1920 по січень 1921 року — начальник центрального карально-трудового відділу Народного комісаріату юстиції УСРР. З січня 1921 року — начальник центрального виправно-трудового відділу Народного комісаріату юстиції УСРР. З січня по серпень 1921 року — голова Українського комітету із евакуації. У 1922 році працював заступником народного комісара юстиції УСРР.
У серпні 1922 — квітні 1923 року — помічник генерального прокурора УСРР. Одночасно в жовтні 1922 — січні 1923 року — прокурор Верховного трибуналу УСРР. З грудня 1922 року — представник ЦК КП(б)У при ЦК ЛКСМУ.
У квітні — червні 1923 року — голова Центральної Контрольної Комісії КП(б)У. З 22 червня 1923 по 1924 рік — заступник голови Центральної Контрольної Комісії КП(б)У, член колегії Народного комісаріату робітничо-селянської інспекції УСРР.
У травні 1924 — березні 1926 року — радник повноважного представництва СРСР в Італії. У березні 1926 — жовтні 1927 року — повноважний представник СРСР в Норвегії. У жовтні 1927 — січні 1930 року — повноважний представник СРСР в Мексиці.
У квітні 1930 — січні 1932 року — голова секції обміну і розподілу Державної планової комісії СРСР.
З січня 1932 по квітень 1934 року — начальник управління контролю виконання і член колегії Народного комісаріату зв'язку СРСР.
У квітні 1934 — лютому 1937 року — член Верховного суду СРСР.
У лютому — вересні 1937 року — голова ЦК профспілки працівників суду і прокуратури СРСР.
У листопаді 1937 — серпні 1941 року — уповноважений Головліту Народного комісаріату освіти Російської РФСР.
З вересня 1941 по березень 1943 року перебував в евакуації в місті Тургояк Челябінської області.
У березні 1943 — березні 1949 року — уповноважений Головліту Народного комісаріату освіти РРФСР у Москві.
З березня 1949 року — персональний пенсіонер. Похований на Новодівочому кладовищі Москви.

## Нагороди
- орден Трудового Червоного Прапора
- медаль «За доблесну працю у Великій Вітчизняній війні 1941—1945 рр.» (1946)
- медаль «У пам'ять 800-річчя Москви»